# Luigi Di Biagio
Luigi Di Biagio (Rim, Italija, 3. lipnja 1971.) je talijanski nogometni trener te bivši nogometaš i nacionalni reprezentativac. Unatoč tome što se radilo o velikom igraču, Di Biagio tijekom igračke karijere nije uspio osvojiti niti jedan značajniji nogometni trofej. Trenutačno je izbornik talijanske nogometne reprezentacije do 21 godine.

## Karijera

### Klupska karijera
Di Biagio je nogometnu karijeru započeo u juniorima rimskog Lazija dok je za seniorsku momčad odigrao svega jednu prvenstvenu utakmicu. Nakon nastupanja za Monzu i Foggiju, igrač se 1995. godine vraća u rodni Rim gdje potpisuje za suparničku AS Romu. Nakon četiri sezone igranja za klub, Luigi Di Biagio prelazi u milanski Inter.
S Interom je igrač 1999. godine nastupao u finalima talijanskom kupa i Superkupa dok je s klubom 2003. osvojio drugo mjesto u Serie A (iza Juventusa koji je imao sedam bodova prednosti).
Nakon toga Luigi Di Biagio je igrao za Bresciju, La Stortu i Ascoli dok je 2008. objavio prekid igračke karijere.

### Reprezentativna karijera
Igrač je za talijansku reprezentaciju debitirao 28. siječnja 1998. u susret protiv Slovačke. S reprezentacijom je nastupio na dva svjetska (1998. i 2002.) te jednom europskom (2000.) prvenstvu.
Na Svjetskom prvenstvu u Francuskoj 1998. Di Biagio je zabio pogodak Kamerunu u utakmici skupine koju su Azzuri dobili s 3:0. Međutim, bio je glavni tragičar utakmice četvrtfinala protiv kasnijeg pobjednika Francuske kada je promašio posljednji i ključni jedanaesterac za Italiju.
Tijekom EURA 2000. Di Biagio je zabio Švedskoj u skupini. Za razliku od prethodnjeg turnira, igrač je u utakmici polufinala protiv Nizozemske koja se odlučivala također na jedanaesterce uspio realizirati pogodak a Italija se plasirala u finale. Ondje su Azzuri u šokantnoj završnici izgubili od Francuske dok je Di Biagio igrao do 66. minute kada ga je zamijenio Massimo Ambrosini.
Na Mundijalu u Južnoj Koreji i Japanu 2002. igrač je nastupio među prvih 11 na utakmici protiv Ekvadora koju je Italija dobila s dva pogotka Christiana Vierija. Di Biagio je tada odigrao cijeli susret.
Svoju posljednju utakmicu u dresu Italije Di Biagio je odigrao 16. listopada 2002. protiv Walesa u kvalifikacijskoj utakmici za EURO 2004.

#### Pogoci za reprezentaciju
| #  | Datum            | Mjesto                                     | Protivnik | Pogodak | Rezultat | Natjecanje                    |
| -- | ---------------- | ------------------------------------------ | --------- | ------- | -------- | ----------------------------- |
| 1. | 17. lipnja 1998. | Stade de la Mosson, Montpellier, Francuska | Kamerun   | 1 : 0   | 3 : 0    | SP u nogometu - Francuska 98' |
| 2. | 19. lipnja 2000. | Eindhoven, Nizozemska                      | Švedska   | 1 : 0   | 2 : 1    | EURO 2000                     |

### Trenerska karijera
Od 2008. do 2011. Di Biagio je vodio juniore La Storte dok je nakon toga postao izbornik talijanske U20 i U21 reprezentacije.

## Osvojeni trofeji

### Klupski trofeji
| Klub    | Trofej               | Godina  |
| Italija | Italija              | Italija |
| ------- | -------------------- | ------- |
| Monza   | Coppa Italia Serie C | 1991.   |

### Reprezentativni trofeji
| Turnir     | Trofej | Godina |
| ---------- | ------ | ------ |
| EURO 2000. | Srebro | 2000.  |

### Ordeni
- Cavaliere Ordine al Merito della Repubblica Italiana: 2000.

## Vanjske poveznice
- Soccer Database.eu
- Football Database.eu